# Bangui-Ketté (Basse-Kotto)
Bangui-Ketté est une commune rurale de la préfecture de la Basse-Kotto, en République centrafricaine. Elle s’étend au nord et à l’ouest de la ville d’Alindao et doit son nom à la rivière homonyme, la Banguiketté.

## Géographie
La commune est située au centre-ouest de la préfecture de Basse-Kotto.
|               | Yambélé-Ewou | Séliba            |
| Cochio-Toulou | Bangui-Ketté | Guiligui, Alindao |
|               | Yabongo      | Bakou             |

## Villages
La commune compte 89 villages en zone rurale recensés en 2003 : Angazeu, Banda-Deka, Banda-Pele, Bangba, Bekpa, Betego, Bouidou, Bourda 1, Bourda 2, Dabissi, Dekoungba, Dekro, Djouangba, Douloukakpo, Doumandjia, Fini-Krodro, Gbada (2, 3), Gbada 1, Gbakouli 1, Gbakouli 2, Gbaloba, Gbouda, Gboula, Gboulouvou, Gopala 1, Gopala 2, Gouada 1, Gouada 2, Gouma 1, Gouma 2, Gouma 3, Goumounou, Kabou 1, Karayou, Kologbo, Kongbo Centre 1, Kongbo Centre 2, Kpadou 1, Kpadou 2, Kpakpa, Kpanga 6, Lao, Likou 1, Likou 2, Mission Elim (1, 2), Ndihou, Ngbada Ndaga 1, Ngbada-Ndaga 2, Ngbadja, Ngbadrou 2, Ngbandrou 1, Ngbeloba 1, Ngbeloba 2, Ngbeloba 3, Ngbengba, Ngbindjou 1, Ngobadja (1, 2), Ngonda, Ngongo, Ngoto, Ngouakanda, Ngoula, Ouama, Ouatou, Pada 1, Pada 2, Selanga, Sinda, Singoto 1, Singoto 2, Singoto 3, Tao 1, Tao 2, Togbo, Vougamou, Voula, Wangba, Wele, Yota, Zarawa, Zere.

## Éducation
La commune compte 4 écoles publiques : école Yakpanga à Bondo, à Kongo-Toulou, Tchangbidi et Nzelete .